# 모항초등학교
모항초등학교는 대한민국 충청남도 태안군에 있는 공립 초등학교이다.

## 학교 연혁
- 1936년 5월 27일: 소원보통학교 간이학교 설치
- 1939년 9월 2일: 승격 개교

## 참고 자료
- 모항초등학교 - 한국교육학술정보원 학교알리미